# Scendi piano, sabbia del tempo
Scendete piano, sabbie del tempo (Go Slowly, Sands of Time) è una storia a fumetti scritta e illustrata da Carl Barks, pubblicata su Walt Disney's Uncle $crooge McDuck: His Life and Times by Carl Barks n. 1 del 1981. A fianco di un breve racconto, Barks realizza alcuni acquarelli.

## Trama
La storia, che riprende i mitici viaggi verso città utopiche sui monti himalayani o asiatici, come la Shangri-La di Orizzonti perduti, romanzo di James Hilton, già sfruttati da Barks in storie come Zio Paperone e la dollarallergia, parte dal Paperone che ama tuffarsi nel suo denaro come un delfino, scavarvi gallerie come una talpa e farselo tintinnare sulla testa (come nell'illustrazione di apertura).
Un bel giorno il pensiero che prima o poi avrebbe raggiunto il regno dei più e quindi avrebbe lasciato la sua immensa fortuna ai nipoti, che lo avrebbero speso per i loro piaceri, o aPaperopoli, che avrebbe fatto altrettanto, lo gettò in un profondo sconforto, tanto da fargli sorgere l'idea di cercare un rimedio per restare il più a lungo possibile (preferibilmente per sempre) con le sue adorate monete. A quel punto chiese aiuto a Paperino e Qui, Quo, Qua, che lo aiutarono a consultare i tomi ed i vecchi documenti contenuti nella sua immensa biblioteca, fino a trovare la Valle di Khunza: in essa, infatti, viveva la popolazione più longeva del pianeta.
I cinque paperi partirono per la Valle e, giunti a destinazione, di fronte ai loro occhi si aprì uno spettacolo incredibile: contadini ultranovantenni che inseguivano i loro montoni e donne incanutite che con pesanti cesti sulle spalle, si inerpicavano senza fatica su pendii a perpendicolo.
Inizia così un giro di interviste tra gli abitanti per carpire il loro segreto della lunga vita. Per ognuno il rimedio era diverso, ed ognuno venne provato da Paperone, come ad esempio bere il tè locale o mangiare albicocche secche. Però, invece di ringiovanire, invecchiava a vista d'occhio. Questo fatto, invece di farlo desistere, lo spinse a provare sempre nuovi rimedi, fino a che non decise di andare dall'abitante più vecchio della valle: il tesoriere.
Questi si presentava come un vecchio papero dalla barba lunga, ma ancora arzillo ed attivo, che dall'alto della sua saggezza disse ai cinque cercatori:
Il segreto per vivere a lungo è esser felici del proprio lavoro, trarre gioia dalle cose che si maneggiano quotidianamente. Prendete me, ad esempio. Mi piace fare il tesoriere, mi piace così tanto che... mi diverto!
In un certo senso era anche ciò che facevano gli abitanti di Khunza: divertirsi ed essere appagati dal loro lavoro quotidiano.
Il tesoriere mostrò loro il suo concetto di divertimento, lo stesso di Paperone: tuffarsi nell'oro come un delfino, scavare cunicoli come una talpa, farsi cadere il denaro sulla testa. I paperi tornarono  a casa e Paperone, ritornatosi a tuffare tra le monete del suo deposito, ritrovò presto la giovinezza perduta, con la consapevolezza di aver sempre avuto il segreto della lunga vita, che per i suoi nipoti è rappresentato da un gustoso gelato.